# دو هو چوی
دو هو چوی (کره‌ای: 최두호؛ زادهٔ ۱۰ آوریل ۱۹۹۱) ورزشکار هنرهای رزمی ترکیبی و تکواندوکار اهل کره جنوبی است. وی از سال ۲۰۰۹ میلادی تاکنون مشغول فعالیت بوده‌است.